# Тейлор, Крис (футболист, 1899)
Кри́стофер Те́йлор (англ. Christopher Taylor; 18 октября 1899 — 16 марта 1972) — английский футболист, выступавший на позиции нападающего.

## Футбольная карьера
Родился в Кингс-Нортон, Бирмингем. Играл за клуб «Реддич Юнайтед». В феврале 1924 года перешёл в «Манчестер Юнайтед» за 300 фунтов. Дебютировал в основном составе клуба 17 января 1925 года в матче Второго дивизиона против «Ковентри Сити». Это был его единственный матч в сезоне, сыгранный за первую команду. При этом за резервный состав «Юнайтед» Тейлор забил 20 голов в Центральной лиге в сезоне 1924/25. Сначала Тейлор играл на позиции инсайда, но затем начал выходить в роли центрфорварда, сделав несколько хет-триков за резервную команду клуба. В сезоне 1927/28 перенёс операцию на суставе, восстановился, но уже в следующем сезоне получил новую серьёзную травму. Его полноценное возвращение в основной состав состоялось лишь в сезоне 1929/30, причём он играл на позиции не нападающего, а хавбека. Тейлор весьма убедительно смотрелся в своей новой роли: его даже начали сравнивать с такими легендарными хавбеками «Юнайтед» как Чарли Робертс и Фрэнк Барсон, также игравших в футболках с номером «5». Однако в этом же сезоне Крис получил очередную травму, и за основной состав больше не играл. Всего он провёл в «Юнайтед» шесть сезонов, сыграв в общей сложности 30 матчей и забив 7 мячей.
В сентябре 1931 года был продан в клуб «Хайд Юнайтед».